# Sandy Lane (West Yorkshire)
Sandy Lane – wieś w Anglii, w hrabstwie ceremonialnym West Yorkshire, w dystrykcie metropolitalnym Bradford. Leży 20 km na zachód od miasta Leeds i 281 km na północny zachód od Londynu.